# Thompsoniella anomala
Thompsoniella anomala är en tvåvingeart som beskrevs av Guimaraes 1977. Thompsoniella anomala ingår i släktet Thompsoniella och familjen parasitflugor.
Artens utbredningsområde är Venezuela. Inga underarter finns listade i Catalogue of Life.